# Клубы Самоуправляемой Речи Посполитой — Свобода, Справедливость, Независимость
Клубы Самоуправляемой Речи Посполитой — Свобода, Справедливость, Независимость (пол. Kluby Rzeczpospolitej Samorządnej — Wolność, Sprawiedliwość, Niepodległość; KRS — WSN) — польская организация политической оппозиции, созданная в ноябре—декабре 1981 года левыми активистами Солидарности. Задумывались как структура, консолидирующая социалистическое и социал-демократическое крыло протестного движения ПНР. Просуществовали на уровне инициативной группы около двух недель, до введения военного положения.

## Предыстория справа
23 сентября 1981, на съезде профобъединения Солидарность, профессор Эдвард Липиньский объявил о прекращении деятельности Комитета защиты рабочих (КОР). Решение мотивировалось тем, что «работу КОР продолжают более мощные силы» в лице многомиллионного профсоюза.
КОС-КОР являлся своего рода «политическим мотором» «Солидарности». Программа и повестка дня профсоюза во многом формулировлась на основе правозащитных, лево-либеральных и демосоциалистических установок Комитета. Формальное самоупразднение открывало организационную нишу для политизированных активистов.
Первым начало консолидироваться правое национал-католическое крыло. Через несколько дней после выступления Липиньского было объявлено о создании Клубов службы независимости (KSN). Этот призыв католического активиста Войцеха Зембиньского поддержали такие авторитетные правые деятели, как Ярослав Качиньский, Бронислав Коморовский, Александр Халл, руководители профцентров Северин Яворский (Мазовше) и Ян Рейчак (Радом).
Создание KSN вызвало определённое беспокойство в левом крыле «Солидарности», олицетворяемом прежде всего Яцеком Куронем и Адамом Михником. Перед ними встала задача альтернативной политической консолидации.

## Левая «Солидарность»
К концу ноября Куронь, Михник и Збигнев Буяк разработали политический проект Клубов Самоуправляемой Речи Посполитой — Свобода, Справедливость, Независимость (KRS—WSN). Название сознательно было рассчитано на ассоциации с PPS—WRN — партией социалистического подполья времён антинацистской борьбы. В профсоюзных кругах «Солидарности» наибольшую поддержку идея получила в Мазовецком (Буяк) и Калишском (Антоний Петкевич, Богуслав Слива) профцентрах. Первые заседания инициативной группы проходили в Калише. К группе примкнули более 50 человек.
Основополагающую декларацию KRS—WSN написал Куронь. В документе провозглашалось намерение учредить в Польше «строй, не имеющий аналогов в истории». Декларация подчёркивала преемственность от польской левой традиции, прежде всего PPS и PPS—WRN, а также от католической социальной доктрины, прежде всего энциклики Папы Римского Иоанна Павла II Laborem Exercens. Основным идейным принципом являлись рабочее самоуправление, социальная справедливость, общественная солидарность, коллективная собственность.
Государственный строй будущей Польши мыслился как самоуправляемая республика (в соответствии с программой «Солидарности») — плюралистическая парламентская демократия с двухпалатным сеймом и максимальным развитием местного самоуправления. Определение социально-экономической политики отводилось Общественному совету народного хозяйства, формируемому делегированием от трудовых коллективов.
Путь к независимости виделся «только снизу вверх, через демократическое общественное движение». Предполагались «будущие переговоры с СССР», на которых «подлинное национальное представительство Польши, сформированное в результате свободных выборов, обеспечит принцип народного суверенитета и права демократических институтов».
В тезисах просматривалась полемика с KSN и Конфедерацией независимой Польши. Говорилось, например, о тех, кто «присвоил себе в исключительное пользование лозунги независимости и христианские ценности, превращая их в орудие шантажа».
Декларация Клубов была обнародована 1 декабря 1981 года. В течение двух недель под ней было собрано 172 подписи.
По замыслу организаторов, Клубы должны были стать основой и ядром будущей широкой политической партии социал-демократического характера, представляющей «Солидарность».

## Реакция
Появление KRS—WSN было зафиксировано советскими идеологическими и пропагандистскими органами. Реакция была весьма резкой. Клубы характеризовались как «антисоциалистическая партия», «организация контрреволюционного меньшинства» и т. д. Характерно, что двумя месяцами ранее возникновение правоконсервативных, откровенно антикоммунистических и антисоветских KSN прошло в соответствующих инстанциях КПСС почти незамеченным. Наибольшую тревогу у номенклатуры вызывали именно левые, социалистически ориентированные идеи и организации.
Но ни левые, ни правые Клубы не успели развернуть реальной деятельности в соответствии со своими декларациями. Не состоялась и встреча представителей KRS—WSN и KSN, запланированная для согласования позиций. 13 декабря 1981 в Польше было введено военное положение. Активисты были интернированы либо ушли в подполье.

## Перемены
Политическая победа «Солидарности» и смена общественной системы в 1989—1991 годах не способствовали реализации идей самоуправляемой республики. В новых исторических условиях проводилась либеральная экономическая политика.
В определённой степени тезисы декларации KRS—WSN отразились в программах Солидарности труда и отчасти Унии труда. Но эти партии не обрели достаточной поддержки и влияния.